# Gustavus Waffelaert
Gustave Joseph Waffelaert (1847–1931) foi o 22º bispo de Bruges, na Bélgica.

## Vida
Waffelaert nasceu em Rollegem em 27 de agosto de 1847. Depois de frequentar o St Vincent's College, Ypres, e o Minor Seminary, Roeselare (1865–1867), ele entrou no Major Seminary, Bruges. Ele foi ordenado sacerdote em Bruges em 17 de dezembro de 1870 e de 1871 a 1875 serviu como padre assistente na paróquia de Blankenberge.
Ele foi enviado para a Universidade Católica de Leuven para estudos posteriores, graduando-se como Doutor em Teologia em 1889 com uma tese sobre casos duvidosos em teologia moral, De Dubio solvendo in re morali. Ele foi então nomeado para ensinar teologia moral no seminário maior de Bruges. Em 1890 ele serviu como vigário geral e em 1894 foi nomeado arcipreste do capítulo da catedral de São Salvador. Ele foi consagrado bispo de Bruges em 25 de julho de 1895.
Durante seu episcopado, ele apoiou o desenvolvimento e a modernização da educação católica em sua diocese, particularmente nos campos vocacional e técnico, e incentivou o estabelecimento da Revue pratique de l'Enseignement em 1896. Em consonância com o desenvolvimento da doutrina social católica, ele favoreceu uma série de apostolados sociais, como sociedades de seguros mútuos, uniões de poupança, corretoras de empregos, sindicatos, cooperativas agrícolas e trabalho com jovens, mas desejava garantir que estes permanecessem sob liderança clerical e não leiga. Ele também se opôs ao surgimento do daensismo e da democracia cristã, alertando contra suas "promessas falaciosas" em uma carta pastoral de 1896 e recusando a permissão de Arthur Verhaegen para uma reunião da Lige démocratique em Bruges em 1899.
Ele recebeu o pálio em 21 de maio de 1920. Em 1929, Henricus Lamiroy foi nomeado seu bispo coadjutor, para sucedê-lo após sua morte. Waffelaert morreu em Bruges em 18 de dezembro de 1931. Originalmente enterrado no cemitério da cidade, em 2002 seus restos mortais foram transferidos para a cripta da Catedral de Bruges.

## Escritos
Waffelaert foi colaborador da Nouvelle Revue théologique, do Dictionnaire apologétique de la foi chrétienne, Science catholique, Revue d'Ascétique et de Mystique e Collationes Brugenses, que ele fundou. Seus outros escritos incluem:
- Étude de théologie morale sur l'obligation en conscience des lois civiles (Tournai, 1884)
- Tractatus de virtutibus cardinalibus (3 vols., Bruges, 1885–1889)
- Étude de théologie morale sur la coopération sur tout en matière politique et religieuse (2nd edition, Bruges, 1892)
- Exposé sommaire des principes généraux de la science sociale devant servir d'introduction a l'intelligence de l'encyclique Rerum Novarum sur la condition des ouvriers (Bruges, 1894)
- Sommaire d'un cours de pédagogie d'après les auteurs modernes les plus compétents (Bruges, 1883)
- Herderlijke brief (Bruges, 1896)
- Meditationes Theologicae
  - Meditationes Theologicae: Goddelijke Beschouwingen, translated by Guido Gezelle (1897)
  - Méditations théologiques: Exposé scientifique du dogme catholique (2 vols., Bruges, 1921)
- Eening der minnende ziel met God of Handleiding tot de christelijke volmaaktheid (Bruges,   1916)
- De Geestelijke Duif opvliegende Godewaerts of de drie Baanvakken van de weg der Volmaaktheid (Bruges, 1918)
  - La colombe spirituelle prenant un essor vers Dieu, ou: Les trois voies du chemin de la perfection (1919)
- Grondwetten en levensregel voor de zusters der kloostergemeenten van het bisdom van Brugge (Bruges, 1927)